# Línea de ferrocarril Melilla-San Juan de las Minas
La línea de ferrocarril Melilla-San Juan de las Minas fue la primera línea férrea internacional española que uniría las ciudades de Melilla y San Juan de las Minas. 

## Características
La línea Melilla-San Juan de las Minas tenía un trazado total de 30 km desde su inicio en el Puerto de Melilla hasta San Juan de las Minas. El trazado tenía un ancho de vía métrico (600 mm), 5 túneles, 6 viaductos de hormigón armado, 7 estaciones. La pendiente máxima era de 17 milésimas, el carril empleado era de 32 Kg/m y sus radios de curvatura mínimos eran de 200 metros. 

## Historia

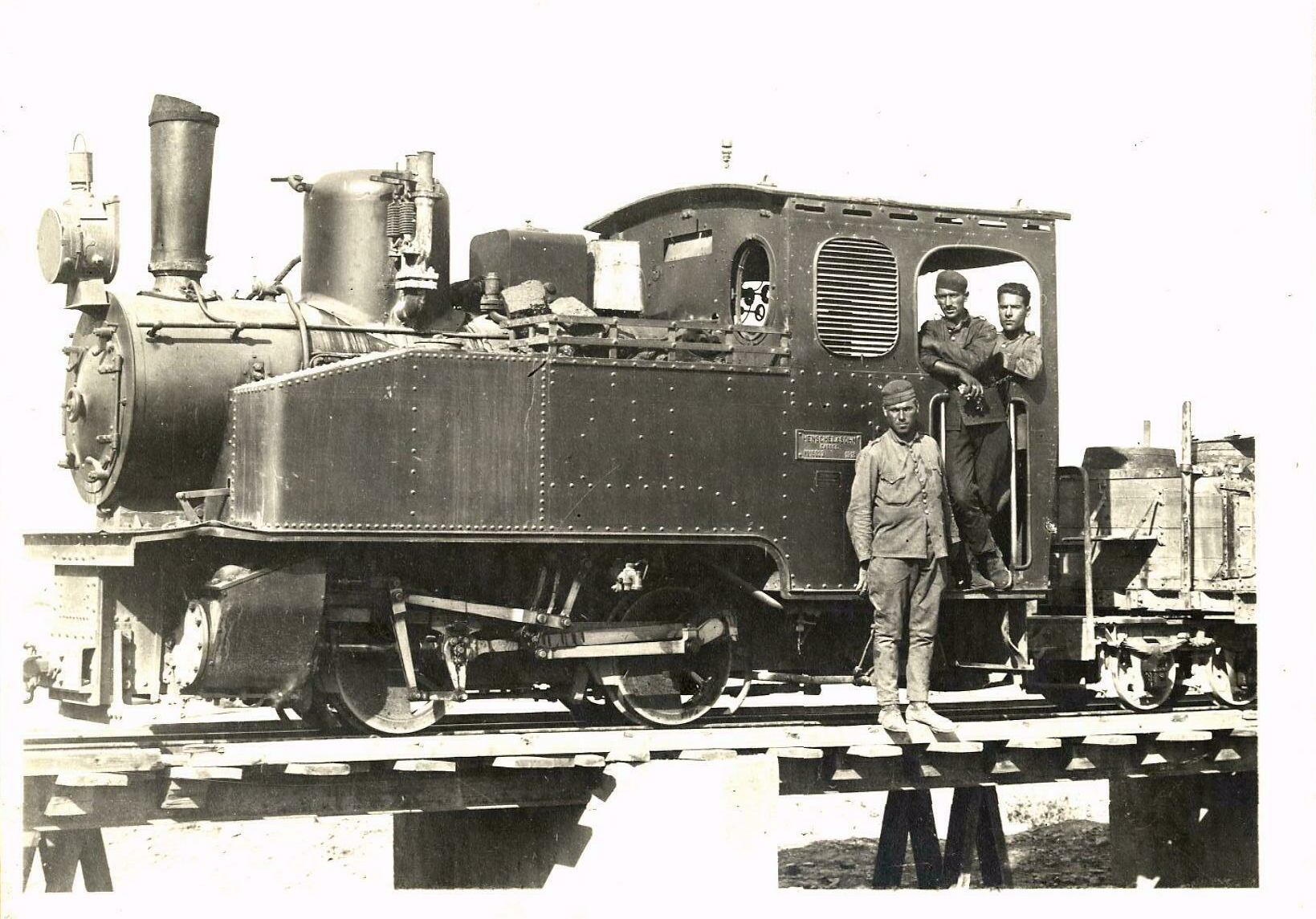
Henschel locomotora de dos ejes acoplados para vía de 600 mm

### Construcción
Debido a la falta de comunicaciones y caminos en una zona de economía de subsistencia como era el norte de Marruecos, y a la necesidad de poder transportar mercancías, suministros, material militar y personal civil y militar entre Melilla y San Juan de las Minas.
El trazado de 30 km y 7 estaciones, fue proyectada para tener un ancho de vía internacional para facilitar su conexión con el Rif, pero debido a la inseguridad en la zona generada por los rebeldes locales de las cabilas (guerra del Rif), y los retrasos continuos en la llegada de materiales por las carencias originadas por la Primera Guerra Mundial, hicieron que el gobierno decidiese variar tanto el trazado de la línea (acercándola a la costa) como su ancho de vía (que pasó a ser métrica) para poder darle celeridad al proyecto y terminarlo así lo antes posible, con la promesa de pasarla a ancho de vía internacional cuando la situación internacional lo permitiese, cosa que nunca llegó a producirse. 
La mala calidad del agua de la zona, sumado a la falta de carbón que hizo que las locomotoras consumiesen leña, esto generó continuas averías, que mandaba las máquinas a cocheras, que lamentablemente eran difíciles de mantener por la falta de repuestos y componentes. 
En 1925 se incorporaron al parque 2 locomotoras de vapor de la casa Henschel. 

### Parque Móvil
A lo largo de su corta historia se utilizaron diferentes locomotoras. Los primeros años fueron 6 locomotoras de vapor Alco estadounidenses que prestarían servicio, ya en precarias condiciones debido a que se construyeron en la posguerra de la Primera Guerra Mundial.
En 1925 se incorporaron 2 locomotoras de vapor Henschel.

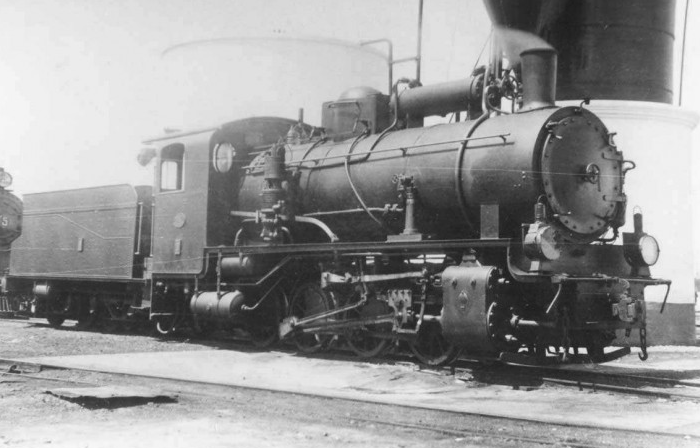
Locomotora Henschel del ferrocarril Melilla-San Juan de las Minas hacia 1925

En 1940 se clausuró la Línea de ferrocarril Batel-Tistutín, aportando 2 locomotoras MTM.

### Estaciones
| Estación              | P.K. |
| --------------------- | ---- |
| Puerto de Melilla     | 0,0  |
| Hipódromo             | 0,5  |
| Empalme               | 2,9  |
| Atalayón              | 8,0  |
| Nador                 | 11,1 |
| Segangán              | 13,8 |
| San Juan de las Minas | 30   |

### Cancelación y abandono
Cuando Marruecos se independiza en 1956, el Estado español siguió con la explotación de la línea, pero debido al poco tráfico que soportaba en favor del transporte
por carretera, sumado al poco interés por parte del gobierno marroquí por esta línea y unos déficits que arrastraba por la falta de inversiones, dejó a este ferrocarril condenado a su clausura el 30 de agosto de 1972 por ser económicamente insostenible.
Desde que en 1958 se clausurara la línea, los terrenos, así como la maquinaria y materiales del ferrocarril -que dependieron de la Explotación de Ferrocarriles por el Estado desde 1937- han tenido diferentes finales: 
El personal fue trasladado a la RENFE.
El 2 de enero de 1970, los terrenos que ocupaban las vías y las estaciones pasaron a pertenecer al Ministerio de Defensa.
En 1995 se anuncia por primera vez la intención de restaurar la Estación de Tren de Melilla. Finalmente la estación no se rehabilitó.